# Bleed for the Devil
Bleed for the Devil – album demo amerykańskiej grupy deathmetalowej Morbid Angel. Wydawnictwo ukazało się 25 maja 1986 roku nakładem zespołu. Nagrania zostały zarejestrowane w składzie: Mike Browning (śpiew, perkusja), Trey Azagthoth (gitara), Richard Brunelle (gitara) oraz John Ortega (gitara basowa).

## Lista utworów
Opracowano na podstawie materiału źródłowego.
| Nr | Tytuł utworu          | Długość |
| -- | --------------------- | ------- |
| 1. | „Bleed for the Devil” | 03:21   |
| 2. | „Chapel of Ghouls”    | 05:25   |
| 3. | „Abominations”        | 04:36   |
| 4. | „Morbid Angel”        | 02:27   |
| 5. | „Hellspawn”           | 02:34   |
|    |                       | 18:23   |